# 水戸市立西部図書館
水戸市立西部図書館（みとしりつせいぶとしょかん）は、茨城県水戸市堀町にある公立図書館。建築家の新居千秋が手掛けた中世ヨーロッパ建築を思わせる建物が特徴で、多くの建築関係者が見学に訪れている。また映画『図書館戦争』のロケーション撮影が行われたことでも知られ、作品のファンの来館も多い。イタリア語で楕円を意味するGIROの愛称がある。
水戸市西部の住民が日常的に利用する地区図書館として位置付けられており、独自のコレクションとしてこの図書館の建設に尽力した元市長の佐川一信の寄贈書で構成された「佐川文庫」を保有する。

## 建設の経緯
水戸市では1980年（昭和55年）に移動図書館「こうぶん号」の運行開始と新・水戸市立図書館（現・水戸市立中央図書館）の開館を実現し、図書館サービスの充実が進んだ。特に移動図書館は市民の評価が高く更なる拡充が要望された。こうした中1984年（昭和59年）に市長に就任した佐川一信は21世紀に向かう「文化都市・水戸」構想を発表し、その一環として図書館の分館設置を表明した。佐川は映像や音楽が席巻する当時の世相を憂い、「読書文化の復権」を掲げ、菅原峻の率いる図書館計画施設研究所へ作成を委託していた「水戸市図書館整備計画」を1985年（昭和60年）11月に公表した。この計画は全市民への図書館サービスの普及を掲げ、そのために市域を3分割し、それぞれに地区中心館を整備することを提案した。これを反映した「水戸市第3次総合計画」（1986年〔昭和61年〕6月）は、地区中心館を2つ整備する方針を示し、東部地区と西部地区でそれぞれ建設に向けた準備に入った。
水戸市西部地区では水戸駅から西に5kmほどの地にある堀町の山林・水田を建設候補地に選び、1987年（昭和62年）5月から地権者説明会を開いて交渉に入り、1989年（平成元年）2月にすべての土地の取得・借地契約が完了した。同年4月26日に開館した東部図書館に倣い2か年事業で建設が予定されたが、1989年（平成元年）12月の水戸市議会で3か年に延長、予算も増額することを決議し、より良い図書館とするため常任委員会などで集中審議を重ねた。また地元説明会を何度も行うことで、図書館の設計や利用方法などについて市民と意見交換を進めた。1990年（平成2年）3月20日に文部省の補助事業として着工、バブル景気の最末期という時勢の中建設工事が進められ、1992年（平成4年）3月25日に竣工式を挙行、サン・ジョルディの日である同年4月23日に約150人の臨席の下、開館式を開催した。式典にはいわゆる来賓だけでなく地域の団体の代表者や小中学生も招待され、全住民を挙げて開館を祝うという形が採られた。一般の利用は同日午後に開始したが、多数の本を抱えて住民が貸出カウンターに列をなしたため、昼食を摂る暇のなかった職員もいたという。開館時からコンピュータによる貸出を行っており、中央図書館をハブとするオンライン図書館システムに組み込まれた。同年10月11日には3,597冊を貸し出すという盛況ぶりで、これは西部図書館の1日の貸出冊数の最高記録となった。

### 東部図書館との共通性
西部図書館は東部図書館とともに「水戸市図書館整備計画」に示された地区中心館を具現化したものであり、同時並行的に整備されたため、多くの類似点がある。図書館を核とした文化公園とするためスポーツ施設が併設されたこと、地域のコミュニティセンター機能を担わせるために夜間利用が可能な集会施設や駐車場を設けたこと、子供の利用を促すために児童書や青少年用図書を充実させたことが代表的な共通点である。両館とも市立中学校に隣接するという立地条件も共通であるが、これは意図したものではなく偶然の一致である。
東部図書館と似たような施設を包含する一方で、西部図書館は「風景が物語のある空間を創造する」ということを意識して設計しており、全体として中世の荘園、ないし明治の大邸宅のような環境を整えている。

## 利用案内
図書館には石川市民運動場が併設されており、テニスコートやゲートボール場がある。これらスポーツ施設の利用は図書館の開館時間に準じる。水戸市西部地区（渡里・石川・飯富・山根・双葉台・堀原学区）を対象とした地区図書館として奉仕するとともに、佐川文庫を保有し茨城大学の学生の利用も多いことから、社会科学系の資料を重点収集する。特に「読書離れ」が叫ばれている中学生層の来館促進に力を入れている。独自コレクションとして「佐川文庫」と「中央大学通信教育文庫」を保有する。2016年（平成28年）4月1日より指定管理者制度が導入され、図書館流通センターが管理運営を行っている。
- 貸出制限 - 水戸市、笠間市、ひたちなか市、那珂市、小美玉市、東茨城郡茨城町・大洗町・城里町、那珂郡東海村に居住する者または水戸市に通勤・通学する者
- 貸出可能点数 - 図書・雑誌=10冊、視聴覚資料・紙芝居=5点
- 貸出可能期間 - 15日間
- 返却場所 - カウンター、ブックポスト
- 開館時間 - 9時30分から20時まで
- 休館日 - 月曜日（祝日は開館）、第1木曜日（11月除く）、年末年始、特別整理期間
- 予約、レファレンスサービス、複写、インターネット、公衆無線LAN（フレッツスポット）の利用が可能。

### 施設配置
2017年（平成29年）現在
| 階  | 床面積（m2） | 主な施設 |
| --- | ------------ | --- |
| 2階 | 357.45       | 一般開架室、佐川文庫、研修室３・４、空調機械室、受変電室、派遣員控室                                                                             |
| 1階 | 1,633.83     | 一般開架室、青少年コーナー、視聴覚コーナー、ギャラリー、事務室、お話し会のへや、新聞・雑誌コーナー、創作室、会議室、視聴覚室、児童開架室、トイレ |

### 佐川文庫
佐川文庫は、西部図書館の建設当時に水戸市長を務めていた佐川一信の遺族から寄贈された 約4,700冊の図書から成るコレクションである。西部図書館の2階に設けられている。
佐川の死後、1996年（平成8年）6月に遺族から西部図書館に寄贈され、整理した上で同年12月から公開を開始した。寄贈する図書は生前に佐川自身がリストアップし、並べ方まで指示していた。判例集や労働法に関する資料を中心とし、『判例時報』や『現代労働法講座』などが含まれている。
水戸市河和田町にある「佐川文庫」は、西部図書館へ寄贈した後に残った図書やCDをもとに寄贈図書と同じ本を再び神保町で買い集めて公開している。2000年（平成12年）11月に佐川の姉が開館し、中高生を中心に評論家や卒業論文を執筆中の学生なども来館する。

### 交通
- JR常磐線赤塚駅北口より[12]
  - 徒歩約25分[11][12][35]。
  - 茨城交通の路線バス「水戸駅北口」行きに乗車、石川二丁目バス停下車、徒歩約15分[12]。
- 常磐自動車道水戸ICから自動車で約10分[11]。
  - 駐車場は92台収容[36]。

## 建築
敷地面積は21,283.66m2、建築面積は3,188.98m2、延床面積は3,389.26m2である。（図書館単独の建築面積は1,791.00m2、延床面積は1991.28m2。）市街化調整区域内に立地し、建ぺい率は14.9%、容積率は15.9%である。公園の中にあるため、敷地面積が広い。工費は8億9067万8千円であった。
建築は第18回吉田五十八賞を受賞した。この第18回表彰を最後に吉田五十八賞を運営していた吉田五十八記念芸術振興財団は資金不足や役員の高齢化、吉田の遺志を理解して賞を選考できる人物が減ったことを理由に解散しており、水戸市立西部図書館は最後の吉田五十八賞受賞作となった。受賞時の評価は「西洋古典建築の量感と端正な空間構成で造形的にきわめて優れた作品」であった。
設計者は新居千秋である。当時の新居は40歳であり、建築家としてはまだ駆け出しの存在であった。設計を依頼したのは水戸市長の佐川一信であり、都市計画家の蓑原敬から提示された若手建築家のリストの中から最も若く無名
であるという理由で新居を選定した。新居が選ばれる前に別の設計者が既に設計案を作っていたが、佐川はその図面を示しながら「こんな図書館じゃ水戸っぽは桜田門外の変を起こせない」とその案を否定し、本好きの市民を育み再び歴史の表舞台に立てるような図書館、本を盗まれてもいいのでどこからでも入れる図書館にするよう新居に注文した。これに応えるべく、新居は図書館の歴史の原点に立ち返り、「知の形」である円・ドームを採用した。
西部図書館が設計された1990年代までは公選の首長が自ら建築家を指名し、建築家と対話しながら独自の公共建築を実現することができる時代であった。新居は「建築家が良い建物をつくるには、良いクライアントが必要だ」と語っている。しかし、1990年代以降の公共建築は市民や出資者の声の反映も求められるようになり、建築家にとっては適応の難しい時代になりつつあることから、以前のような「強い公共」を求める風潮もある。

### 図書館本体

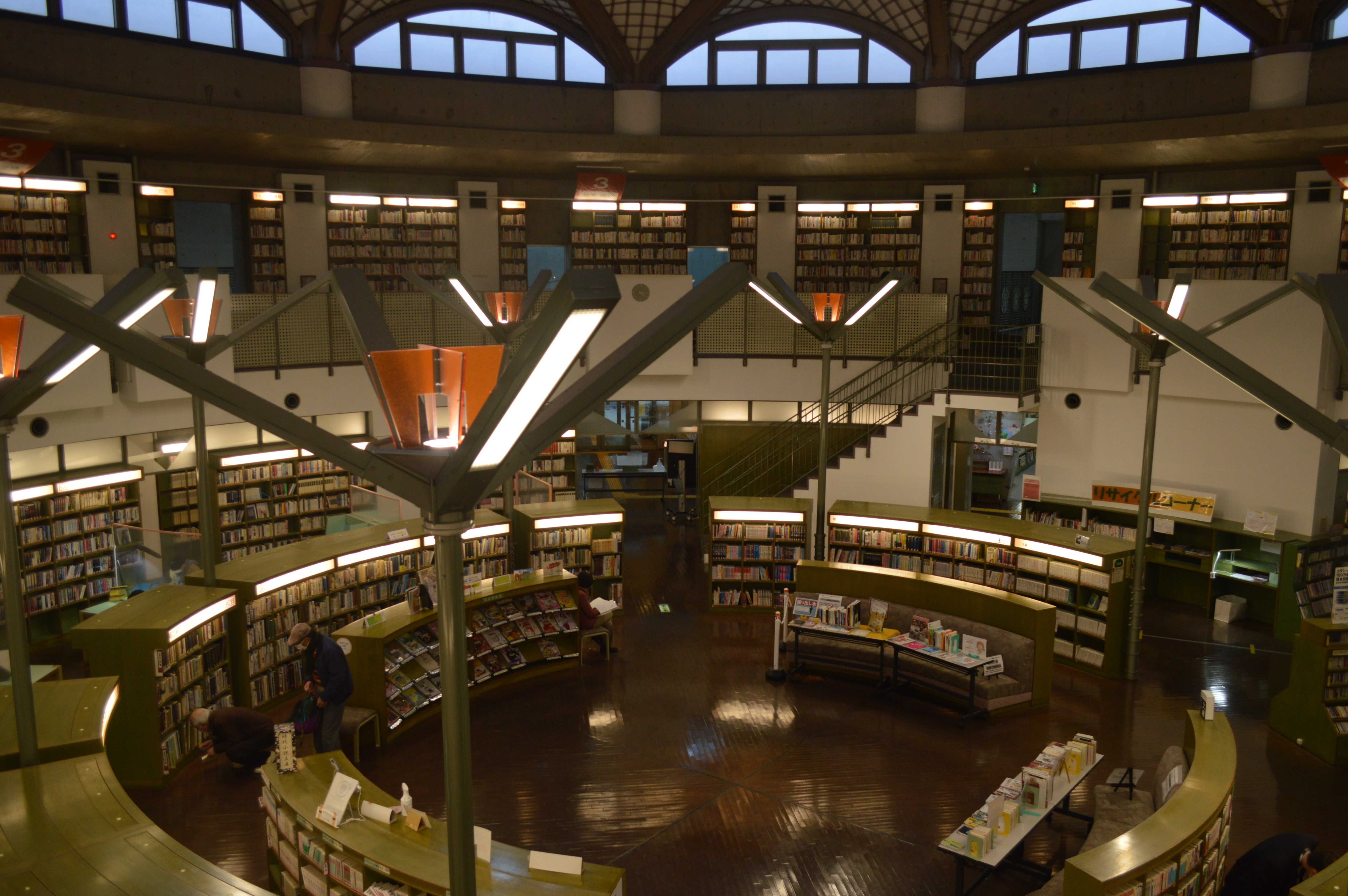
中央吹き抜け

円形の塔の周囲に小屋のような形のウイングが複数取り付けられたような独特の形状をしている。新居は図書館の歴史が、個人の書斎やサロンから始まっている点に注目し、その延長として、「中心性の高い花びら型の図書館」にしたという。南側の「花びら」には夜間も利用可能な機能（視聴覚室、創作室、会議室）を集め、北側の「花びら」には昼間に利用する児童開架室、おはなしの部屋、録音室、対面朗読室、事務室を配置した。南北で利用時間帯の異なる施設を分けることにより、中央の閲覧室が通り抜け空間とならないように工夫している。
中央部は直径約20mの円形ドーム屋根の直下に当たり、大邸宅のリビングをイメージした設計で、青少年コーナーを中心に置き、その周囲に一般開架室を配し、2階部分には一般開架のうち専門的な資料を収蔵するコーナーとし、階段で行き来できるようにした。書架は壁面の曲線に沿うように同心円状に配置されている。書棚や机は緑色で統一されており、壁の白と調和する。2階のソファ席に腰掛けると壁一面に本が広がっているように見える。
2階中央部は吹き抜けで高さは最大12.5mあり、大空間を形成しており、屋根の架構がそのまま天井となっている。円形ドーム屋根は異形鉄筋の格子シェルを使い、格子点は1本のボルトで固定している。異形鉄筋は低コストで曲面を作り出すのに貢献するのみならず、異形鉄筋自体の凹凸に曲げ加工を施した座金が食い込むことでずれを防止する効果を発揮する。格子シェルは薄くて固く強い構造であり、見た目が美しいことから、そのまま天井の仕上げ材として使われている。
花びら状の諸室と中央の開架室の間には幅約3mの「展示ギャラリー」があり、打放しコンクリートの壁面にスリット状のトップライトから光が差し込むように設計されている。
以上のような図書館設計に対し、水谷碩之は手すりが邪魔で2階の本が見えないところが残念であるとしながらも、「配置計画から外観・構造と細部まで一貫した考えでまとめられた密度の高いものとなっている」と評した。図書館本体の施工者は河田・佐昌・瀬谷工業建設工事共同企業体である。
利用者からの評価はおおむね好評であるが、円形であるために方向感覚を失うという声もある。また管理者側からは単位面積あたりの図書収蔵数が少なくなるという欠点が指摘されている。

### 回廊とスポーツ施設
図書館の周囲は幅3.5m、1周400mの楕円形をした回廊に囲まれており、ジョギングコースや車椅子利用者や杖をついた人の歩行練習、屋外での読書スペースとして利用されている。ギリシア哲学のペリパトス派のペリパトスは「覆いのある歩道」、ストア派のストアは「柱廊」を意味し、古代ローマではポルティカスと呼ばれる芸術作品の置かれた回廊が発達し、最古の総合大学とされるボローニャ大学では回廊を通って移動教室が為されるなど、「移動しながら学ぶ」という形式が採用されてきたことから、西部図書館にも回廊が取り入れられた。この回廊は屋根が付いているため、急な雨の際にどの施設からも入りやすく濡れずに施設間を移動することができ、雨天時にもジョギングなどの運動をすることができる。回廊は地域のシンボルとして位置付けられており、図書館の開館時間に関係なくいつでも利用できる。
図書館と回廊の間には芝生広場があり、子供のサッカーなどに利用される。またテニスコートやゲートボール場も併設し、図書館を中心に左右対称に配置している。これは「スポーツをしに来た人が本を読んで知識を深めて帰れるような建築であるべき」という佐川の意志を反映したものである。スポーツ施設を併設することでスポーツ目的で訪れた人に図書館を利用してもらうことと、多様な世代が同じ空間に居合わせることを意図したものである。回廊の施工者は竹中工務店である。藤村龍至は1989年にベルナール・チュミが提案したフランス国立図書館のコンペ案（陸上競技場を取り入れた）と建築思想が共通していると指摘している。

## ロケ地としての利用
西部図書館は数多くのロケーション撮影に利用されている。具体例を挙げると映画『図書館戦争』、SKE48のミュージックビデオ（『シャララなカレンダー』）、メガマソのプロモーションビデオ（『ｽﾉｳｨﾌﾞﾙｰ』）、NGT48の太野彩香の個人PV、日本国外向けのコマーシャルメッセージ（トヨタ・プリウス）などである。2015年（平成27年）には水戸市がロケーション撮影を誘致するためにガイドブックを刊行し、撮影実績のある施設として写真付きで西部図書館が取り上げられた。図書館側としては個性的なデザインが財産であると考えていることからロケ地としての利用に理解を示している。ただし、通常業務最優先の立場から、ロケは休館日か閉館時間中に限定している。（一般利用者が館内を写真撮影する場合は、カウンターで申し込めば開館時間中も可能である。）
特に映画『図書館戦争』のロケ地として知られている。同作の制作会社が撮影に適した図書館を日本各地で探す中で「雰囲気が良い」として映画第1作のロケ地に選ばれ、2012年（平成24年）10月に休館日を利用して撮影された。作中では戦闘シーン や図書隊の基地として登場する。西部図書館では映画の公開と前後して、ロケの様子を撮影した写真や撮影に使われた小道具などを2013年（平成25年）4月から5月にかけて展示し、展示を開始してすぐにファンの来館や問い合わせがあったという。展示終了後もファンの来館は続いている。西部図書館では撮影の様子を収録した写真や関連資料を10冊のファイルと冊子で保管しており、閲覧希望者に公開している。『図書館戦争』公開後、ロケーション撮影に関する問い合わせが増加したという。なお、榮倉奈々演じるヒロインの笠原郁は水戸市出身という設定である。

## 主な取り組み

### おはなし会
開館以来の活動としておはなし会がある。開館初年度は職員が交代で務めたが、ボランティア団体「たんぽぽ」が発足したため、たんぽぽメンバーの運営に代わった。絵本や紙芝居の読み聞かせのほか、すばなし、カーテンシアター、パネルシアターを行うこともある。
このほか、職員による映画会や長期休暇中の特別企画として自然観察会・講演会など、夏休み中の戦争に関する図書展示などを実施する。

### 子育て支援
他の指定管理者制度を導入した3館（東部・見和・常澄）と同様に、2016年（平成28年）10月より「育児コンシェルジュ」が設置されている。育児コンシェルジュは、横浜市に本社を置く保育サービス企業の職員である、保育士・幼稚園教諭の有資格者や子育て支援員で構成され、週3回10時から15時まで（12時から13時は休止）図書館に滞在し、利用者の子育て相談に応じたり、読み聞かせや本の紹介を行ったりしている。
2017年（平成29年）1月17日にはさらに進んで託児サービスの提供を本格的に開始した。西部図書館のほか、東部・見和の2館でも実施する。子供連れでも図書館を利用しやすくしようと指定管理者の図書館流通センターの提案で始まったものであり、茨城県の図書館では初めての取り組みである。託児サービスは育児コンシェルジュと同じスタッフが担当し、利用者は10時から15時まで（12時から13時は休止）の毎正時に1時間子供を預けることができる。利用条件は保護者と子供がともに水戸市内に居住し、保護者は水戸市立図書館の利用カードを保有していること、子供は1歳以上の未就学児であること、となっている。

### 一日図書館員
一日図書館員は水戸市内の小中学校に通う児童・生徒を対象として毎年開催している行事である。日本全国のキャンペーンである読書週間（秋季）に合わせて行われる記念行事の一環として実施してきた が、2002年（平成14年）からはこどもの読書週間（春季）の行事となっている。例年、水戸市立図書館の全館で開催している。一日図書館員の目的は、子供たちに図書館に親しんでもらうことであり、業務の説明、館内の見学、カウンターでの図書の貸出・返却処理、返却本の書架への配架、子供向けの読み聞かせ などを子供に体験させる。